# Komputerowa gra fabularna

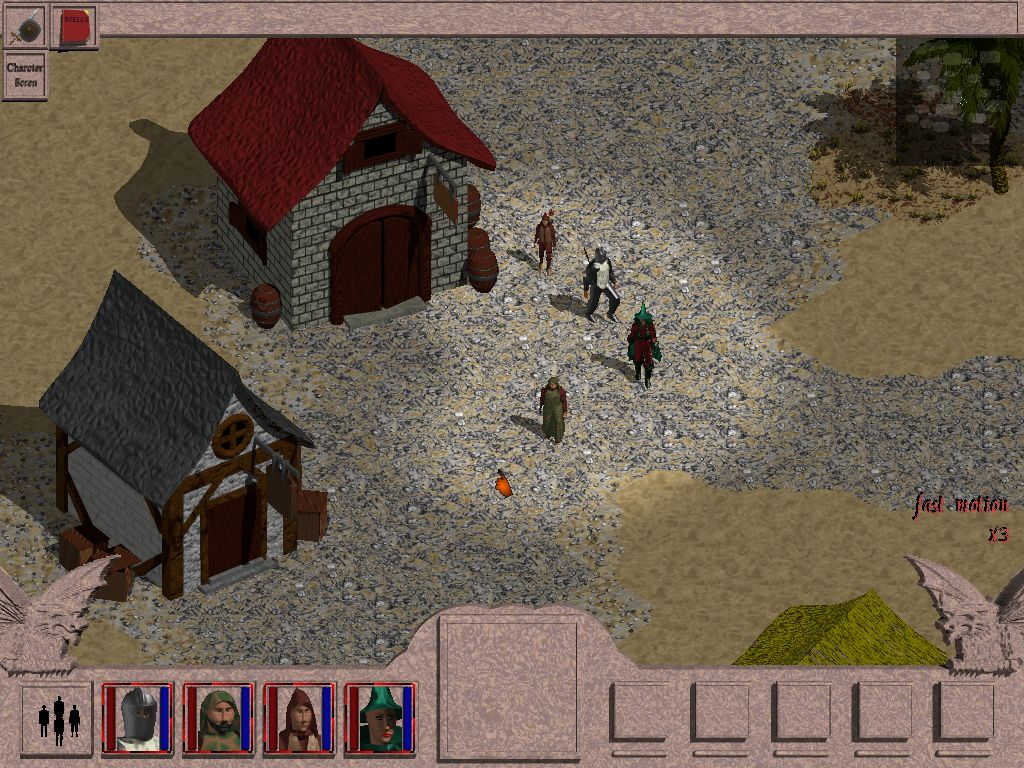
Tales of Trolls & Treasures, przykład darmowej komputerowej gry fabularnej

Komputerowa gra fabularna (ang. computer role-playing game, w skrócie cRPG) – gatunek gier komputerowych, w którym gracz kontroluje bohatera (lub drużynę) poruszającego się po świecie wykreowanym przez autorów gry. Gracz tworzy własną postać, określając jej cechy i wygląd zewnętrzny. W trakcie rozgrywki można pomagać postaciom niezależnym i zabijać przeciwników, dzięki czemu awansuje się na kolejne poziomy i zdobywa nowe umiejętności. Komputerowa gra fabularna może rozgrywać się w różnych konwencjach, np. fantasy, science fiction czy steampunk.
Pierwsze komputerowe gry fabularne powstały w latach 70. XX wieku, inspirowane głównie tradycyjnymi grami fabularnymi. Wiele gier cRPG ma podobną terminologię, mechanikę i świat gry. Podgatunkami gier fabularnych są: fabularna gra akcji, hack and slash, jRPG, MMORPG, roguelike i MUD.

## Opis
Gry cRPG wywodzą się z tradycyjnych gier fabularnych, takich jak Dungeons & Dragons, i często wykorzystują mechanikę oraz światy tych gier. Zazwyczaj gracz podróżuje z drużyną postaci, razem z którymi ma wykonać zadania. Po drodze poszukiwacze przygód rozwiązują zagadki logiczne i walczą z przeciwnikami. Kluczową cechą gatunku jest to, że gracz często kreuje głównego bohatera, a współczynniki postaci takie jak punkty życia rosną wraz z upływem czasu.
Istotną rolę w grach tego typu odgrywa czynnik losowy, w tradycyjnych grach RPG reprezentowany przez rzuty kośćmi, tutaj zastąpione przez pseudolosowo generowane przez komputer wartości. Decydują one między innymi o tym, czy postaci udało się trafić wroga, jak dobrze jedna postać opatrzyła lub wyleczyła drugą itp.
Gra ma zwykle przygotowaną z góry fabułę, często nieliniową, czasami podzieloną na kilka mniejszych części (rozdziałów). Zazwyczaj niemożliwe jest ukończenie danego rozdziału bez wykonania pewnych określonych zadań.

### Rozwój postaci
Gracze mogą wybierać, w jaki sposób chcą zwiększyć efektywność swojej postaci lub drużyny: poprzez rozwój współczynników, umiejętności, specjalnych zdolności i ekwipunku. Gracz otrzymuje te ulepszenia w zamian za stawianie czoła wyzwaniom i osiąganie celów. Warunki, jakie gracz musi spełnić, są różne: niektóre gry skupiają się na pokonywaniu przeciwników, podczas gdy inne kładą nacisk na wykonywanie zadań. To, ile swobody mają gracze w wyborze cech do poprawienia, także jest różne w zależności od gry – niektóre dopuszczają szczegółowe i wyspecjalizowane dostosowanie postaci (zwane „buildami”), podczas gdy inne prawie całkowicie automatyzują ten proces.
W wielu grach gracze mogą nazwać i tworzyć swoje postacie, zamiast odtwarzać rolę stworzonego przez twórców bohatera. W takim wypadku gracz ma zwykle możliwość wyboru rasy oraz klasy swoich postaci, które decydują o ich możliwym treningu w różnych zdolnościach, takich jak władanie bronią, zdolności interpersonalne, rzucanie zaklęć czy skradanie się. Niektóre gry pozwalają postaciom awansować w więcej niż jednej profesji, ale to zazwyczaj pociąga za sobą pewne utrudnienia, aby zachować równowagę gry. Niektóre gry pozwalają także na wybór przeszłości swojej postaci sprzed wydarzeń opisywanych w samej grze.
Niektóre gry nagradzają gracza punktami umiejętności, które służą do odblokowania nowych zdolności lub poprawy już znanych. Ten system może być ukazany jako drzewo umiejętności, gdzie nauka danej umiejętności pozwala na nauczenie się kolejnych w danej gałęzi drzewa.
Używane są trzy systemy wynagradzania postaci za wykonywanie stawianych jej zadań: system doświadczenia, system treningu oraz system punktów umiejętności, także nazywany systemem wolnym od poziomów:
- system doświadczenia – najczęściej używany, pochodzi z tradycyjnych gier fabularnych i kładzie nacisk na zdobywanie punktów doświadczenia za pokonywanie przeciwników, wykonywanie czynności specyficznych dla danej klasy i wykonywanie zadań. Kiedy gracz zdobędzie określoną ilość doświadczenia, jego postać awansuje na wyższy poziom i może poprawić swoje zdolności;
- system treningu – polega na rozwijaniu umiejętności postaci poprzez używanie ich, co oznacza, że np. walcząc mieczem przez pewien czas postać będzie posługiwać się nim z coraz większą biegłością. Pierwszy raz został zastosowany w grze Dungeon Master. System ten został później użyty w serii The Elder Scrolls oraz Dungeon Siege;
- system punktów umiejętności – polega na nagradzaniu postaci za wykonywanie zadań punktami umiejętności. Punkty te mogą zostać wykorzystane bezpośrednio na zakup umiejętności i/lub atrybutów, bez konieczności czekania, aż postać osiągnie następny poziom.

Wszystkie systemy rozwoju postaci mają swoje wady i zalety. System doświadczenia pozwala na większą elastyczność i uczciwość w nagradzaniu za wykonane zdania, ale jest ogólnie nierealistyczny, przez co jest teoretycznie możliwe, aby np. rozwinąć umiejętności postaci w klasie wojownika, ani razu nie używając typowych dla niego umiejętności. To samo dotyczy systemu punktów umiejętności. System ten nagradza gracza tylko za ukończenie zadania, więc dyplomatyczne rozwiązanie problemu może być nagrodzone w taki sam sposób, co użycie przemocy lub skradanie się. System treningu nie daje żadnych innych niż materialne korzyści za samo ukończenie zadania, zakładając, że postać zdobyła umiejętności w trakcie jego wykonywania. System ten jest oskarżany o nadmierne uproszczanie rozgrywki (jak ma to miejsce w Dungeon Siege czy Oblivion) i jest często uznawany za oddalanie się od klasycznego cRPG na rzecz gatunku action RPG, jako że nie daje możliwości nagrodzenia gracza za rozwiązanie problemu w alternatywny sposób, a wykorzystanie dyplomacji jest nieopłacalne w porównaniu do użycia przemocy, gdyż postać nie ćwiczy wtedy swoich umiejętności.

### Fabuła i świat gry
Głównym zadaniem w większości gier cRPG jest uratowanie świata. Występują częste zwroty fabularne, takie jak zdrada czy nieznane wcześniej pokrewieństwo. Akcja gry toczy się w świecie fantasy lub science fiction, gdzie gracz może wykonywać rzeczy nierealne w prawdziwym życiu. W mniejszej ilości produkowane są gry, przedstawiające wydarzenia współczesne lub w bliskiej przyszłości. Dobrze zbudowana fabuła często zapewnia połowę rozrywki z gry. Ludzie grający w cRPG doceniają długie cut scenki bardziej niż osoby grające w gry akcji.

### Podróżowanie
Ważną cechą gier cRPG jest swoboda poruszania się. Większość komputerowych gier fabularnych jest opartych na otwartym świecie i pozwalają graczowi na podróżowanie, gdzie zechce, z zaledwie kilkoma ograniczeniami, a czasami nawet bez nich – zamknięte drzwi nie są nie do pokonania. To czyni eksplorację ważnym elementem wszystkich gier cRPG.
Postacie w grze cRPG często pokonują duże odległości lub pokonują przypominające labirynt lokacje, aby osiągnąć swoje cele. Stąd też wiele gier zawiera system map, pozwalający graczowi na podróżowanie przez świat gry i różne jego obszary.
Od czasów gry Akalabeth postacie poruszają się po jednej lub wielu mapach. Gdy gracz wkroczy do lochu lub miasta, widok zmienia się z widoku mapy na widok gracza. To rozwiązanie jest używane także przez wiele konsolowych gier fabularnych, m.in. pierwszych dziewięć gier z serii Final Fantasy. Jednak wiele gier cRPG, takich jak The Bard’s Tale II: The Destiny Knight, używa widoku gracza także podczas podróży, ukazując rozbudowany i złożony krajobraz, wyświetlając mapę tylko jako pomoc dla gracza. Z drugiej strony Ultima VI oraz Ultima VII używają widoku mapy (z wąskim polem widzenia) nawet w lochach. Ten system także został użyty w wielu grach konsolowych, takich jak pierwszych siedem gier Dragon Quest.
Niektóre gry zawierają mapy, które muszą być wyświetlone na osobnym ekranie, podczas gdy inne używają automapy, która jest stale widoczna podczas normalnej gry. Mapy te pokazują obecne położenie gracza i ważne cele podróży. Chociaż mapy te zazwyczaj ułatwiają graczom nawigację, niektóre gry celowo ograniczają ilość informacji na mapie, aby postawić przed graczem dodatkowe wyzwanie, lub dla osiągnięcia większego realizmu.

### Zadania i eksploracja
Odkrywanie świata jest ważnym elementem gier cRPG. Gracz może podnosić przedmioty, rozmawiać z postaciami niezależnymi czy unikać pułapek. Niektóre gry, takie jak NetHack czy Diablo, tworzą losowo generowane światy w celu większej różnorodności. Gry cRPG, charakteryzujące się m.in. tym, że obszary tworzone są losowo a śmierć jest ostateczna, nazwane są roguelike – na cześć gry Rogue z 1980 roku. Komputerowe gry fabularne w większym stopniu niż inne gatunki zawierają długie i angażujące zadania (questy). Wiele gier cRPG, np. Fallout, zawiera dużo rozwiązań jednego zadania i nieliniową fabułę, a często także różne zakończenia samej gry. Gracz często może używać różnych metod do rozwiązania zadań, takich jak użycie dyplomacji, przemocy, podstępu, czy łapówkarstwa, których powodzenie zależy bardziej od atrybutów postaci niż od umiejętności samego gracza. Wiele zadań w grach cRPG jest opcjonalnych, co daje graczowi wolność wyboru w ustalaniu celów i intencji kierowanej przez niego postaci. W niektórych grach RPG, jak np. w Planescape: Torment, wybór jednej ścieżki zamiast innej może mieć więcej konsekwencji, zmieniając charakter gracza. W innych grach, takich jak Arcanum czy Geneforge, zestawy zadań mogą się wzajemnie wykluczać, zmuszając gracza do podejmowania decyzji, które mogą mieć daleko idące skutki. Takie zadania mogą często decydować o przynależności gracza do określonej frakcji, która może mu pomagać lub przeszkadzać. Zatem wybory gracza mogą mieć konsekwencje ujawniające się w późniejszej grze.

### Walka
Starsze gry cRPG często oddzielały walkę jako osobny tryb. Współcześnie twórcy starają się zachować tę samą perspektywę dla eksploracji i walki. Podczas potyczek gracz może często zmienić pozycję postaci, zaatakować innego przeciwnika czy użyć specjalnych umiejętności. Prawie każda gra cRPG wykorzystuje starcia jako jedno z głównych wyzwań przed graczem. Dużą część tych gier gracz spędza, unikając, przygotowując się do walki i walcząc. Walka odbywa się zazwyczaj albo w trybie turowym, albo w trybie czasu rzeczywistego.

#### System turowy
W klasycznym systemie turowym, używanym m.in. przez grę Fallout, tylko jedna postać naraz może cokolwiek robić; wszystkie inne postaci pozostają nieruchome, poza kilkoma sytuacjami, kiedy mogą one użyć specjalnych umiejętności. Kolejność, w jakiej postaci wykonują swój ruch, zależy zazwyczaj od ich atrybutów, takich jak szybkość czy zwinność. System nagradza bardziej strategiczne planowanie niż szybkość. Jest jednak nierealistyczny, np. pozwala graczowi podbiec do przeciwnika i zabić go, nie dając oponentowi szansy na reakcję, lub wychylić się zza zasłony, strzelić i wycofać się, bez obaw, że zostanie się trafionym.

#### Tryb czasu rzeczywistego
W trybie czasu rzeczywistego nie ma żadnych ograniczeń związanych z podziałem na tury a postacie mogą działać w dowolnym momencie. Akcja gry często toczy się w szybszym tempie i może być trudna do opanowania. Wiele gier RPG czasu rzeczywistego, takich jak Diablo, zaliczanych jest do gatunku fabularnych gier akcji.
Odmiana tego trybu, zwana trybem czasu rzeczywistego z pauzą, pozwala graczowi zatrzymać grę i wydać rozkazy wszystkim kontrolowanym postaciom; gdy gra jest wznawiana, postacie wykonują otrzymane rozkazy. Ten system, nazywany RTwP (real-time with pause), używany jest szczególnie często w grach produkowanych przez BioWare. Najbardziej znanym silnikiem RTwP jest Infinity Engine. Podobny system występuje w serii Final Fantasy; gracz może wybrać, czy czas ma płynąć normalnie, tylko do czasu następnej możliwej akcji, czy też ma być wstrzymany. Normalny upływ czasu jest identyczny do czasu rzeczywistego, pozwala na podjęcie szybkiej decyzji; tryb czekania z kolei pozwala na przemyślenie strategii. Inne nazwy na tryb czasu rzeczywistego z pauzą to „aktywna pauza”, semi real-time oraz smart pause.
Wczesne gry serii Ultima wykorzystywały odmianę aktywnej pauzy: były całkowicie oparte na systemie turowym, jednak jeśli gracz zwlekał dłużej niż sekundę z wydaniem rozkazu, gra automatycznie wydawała rozkaz czekania, pozwalając potworom wykonać turę, podczas gdy postacie gracza nie robiły nic. Podobny system wykorzystywał Fallout Tactics: Brotherhood of Steel.
Istnieje też podział gier cRPG ze względu na strukturę systemu bitew; w wielu wczesnych grach tego typu, jak np. w Wizardry, potwory oraz drużyna gracza były umieszczone w rzędach i mogły atakować wyłącznie wrogów w pierwszym rzędzie. Inne gry, takie jak większość serii Ultima, wykorzystywały kopię miniaturowego systemu walk pierwotnie używanego w papierowych grach RPG. Ikony reprezentowały graczy i potwory, które mogły poruszać się po obszarze i atakować dowolnego przeciwnika znajdującego się dostatecznie blisko.

### Interfejs
Zwyczajowo gracze obserwują świat z perspektywy pierwszej lub trzeciej osoby, jednakże w grach z udziałem drużyny producenci często stosują widok izometryczny, by gracz widział cały zespół i pobliski teren. Starsze produkty często ukazywały obliczenia wykonywane przez grę taką, jak rzut kośćmi. W późniejszym okresie zostało to usunięte w celu lepszej immersji gry.